# 파말리칸섬

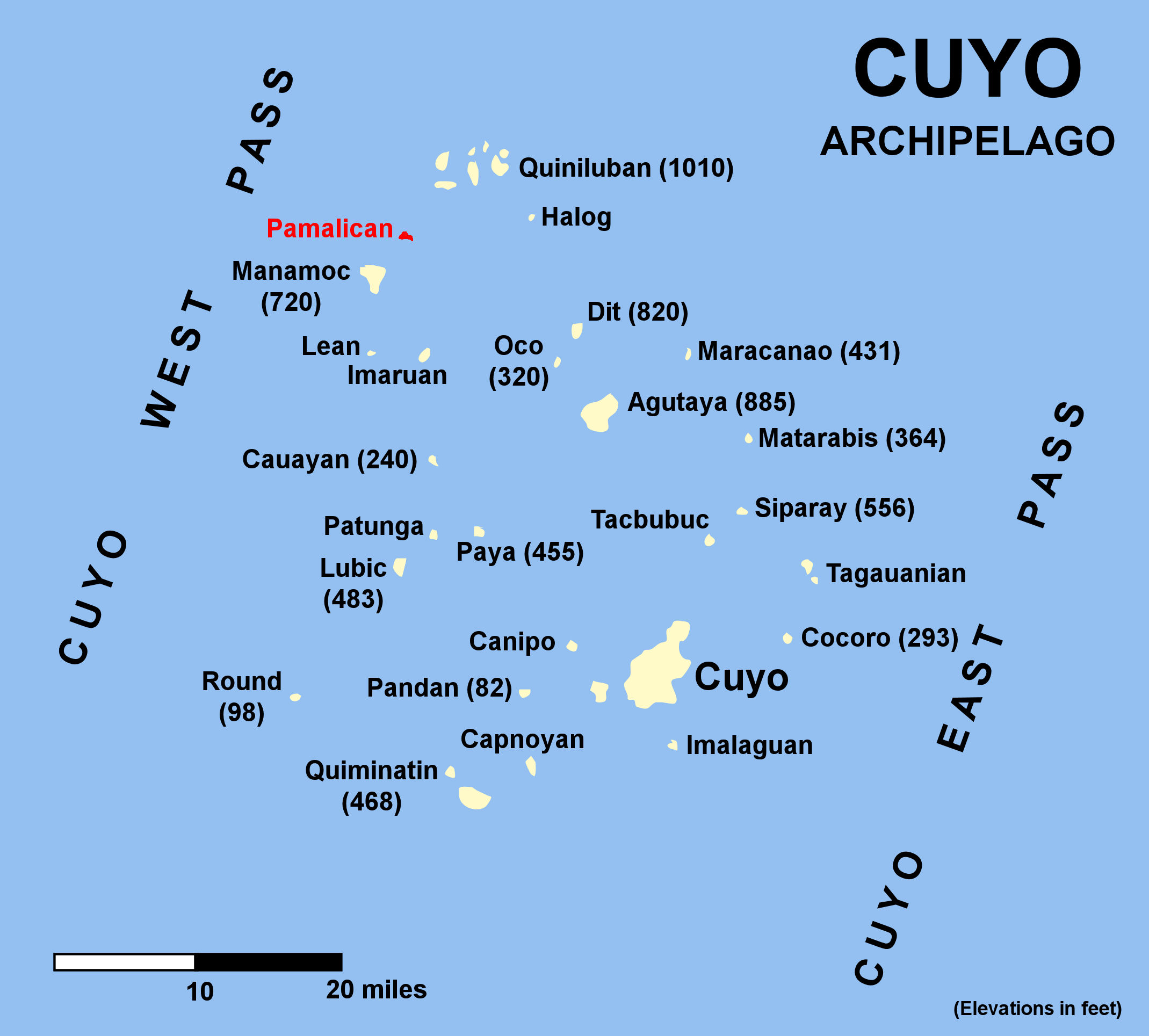

파말리칸섬(Pamalican Island)은 파말리칸(Pamalikan)이라고도 불리며, 필리핀 팔라완주 북부의 팔라완섬과 파나이섬 사이에 있는 술루해의 쿠요 제도에 속하는 작고 모래로 뒤덮인 섬이다. 이 섬은 7-제곱킬로미터 (2.7 mi2)의 산호초 한가운데에 자리 잡고 있다. 길이는 2.5 킬로미터 (1.6 mi)이고, 가장 넓은 지점은 500 미터 (1,600 ft)에 불과하다. 파말리칸은 퀴닐루반섬에서 남서쪽으로 7마일, 마나모크섬에서 북동쪽으로 3마일 떨어진 곳에 위치한다.
이 섬은 원래 어려움을 겪는 가족 소유의 농장으로 개발되었다. 그 후 사업가 안드레스 소리아노 주니어가 이 섬을 매입했다. 그의 자녀들은 섬에 리조트를 건설하기로 결정하고 독점적인 리조트를 설립하기 위해 경영 책임을 임대했다. 이 섬은 소리아노 가문이 소유한 7 시즈 리조트(7 Seas Resort)의 전적인 사유지이다. 이곳은 아만 리조트의 고급 리조트 그룹에 속하며, 아만풀로라는 이름으로 운영된다. 직원 중 약 40%는 인근 마나모크섬 출신이다.
이 섬은 마닐라에서 운항하는 도르니에 228-202K 항공기로 고객을 운송하고 리조트에 물품을 공급한다. 각 방갈로에는 섬 전체를 자유롭게 돌아다닐 수 있는 개인 버기카가 제공된다.
다이빙 활동이 가능하며, 아름다운 산호초를 감상하고 대형 거북이와 가오리를 만날 수 있다. 북쪽 해안의 "윈드서핑 오두막"에서는 여러 윈드서핑 보드와 돛이 제공된다. 그곳의 얕고 보호된 석호는 평평한 표면에서 쉽게 윈드서핑을 할 수 있게 해주며, 특히 북쪽 몬순 시즌(11월부터 5월)에는 바람이 육상으로 불어와 특히 유리하다.

## 같이 보기
- 필리핀의 섬 목록